# Massimo Cantini Parrini

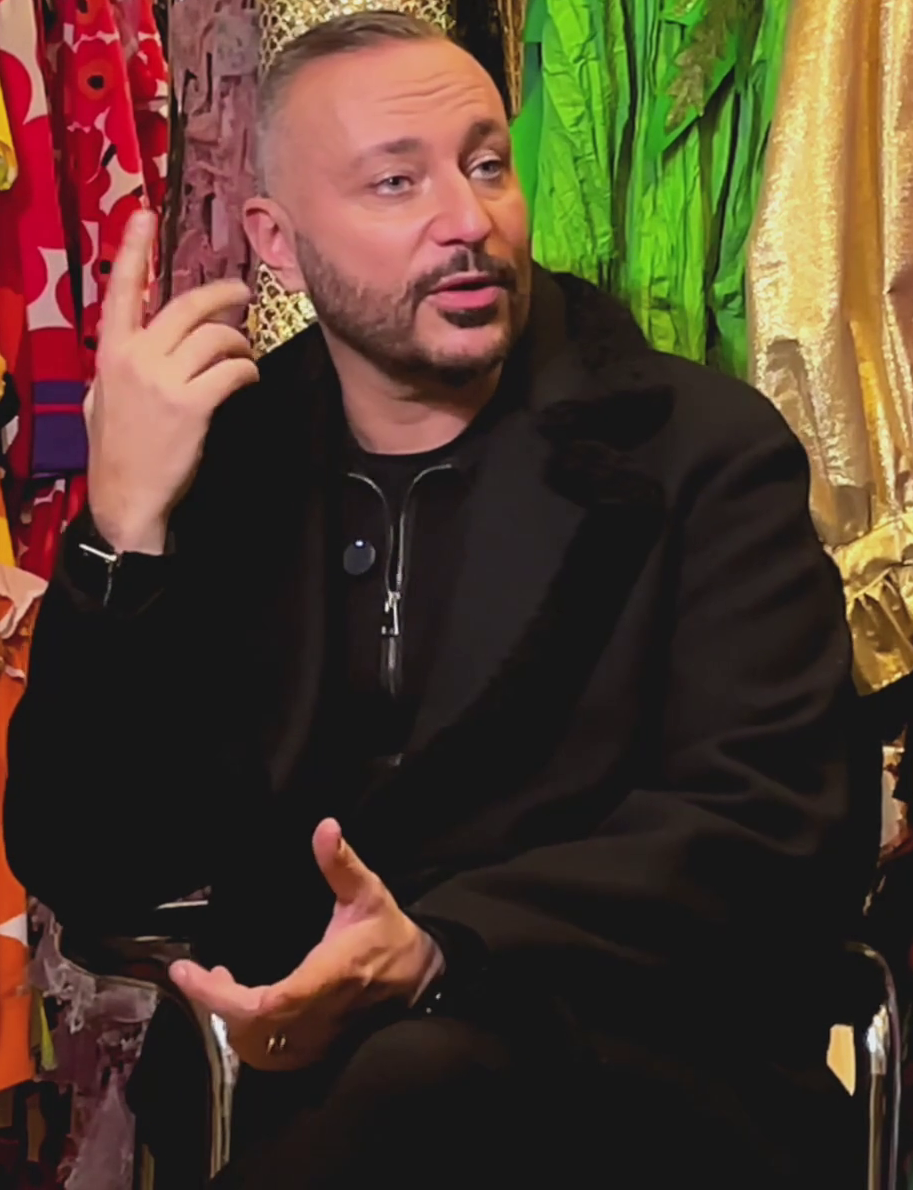
Massimo Cantini Parrini

Massimo Cantini Parrini (* 1971 in Florenz) ist ein italienischer Kostümbildner.

## Leben
Massimo Cantini Parrini wurde in Florenz geboren. Er besuchte das Istituto statale d’ârte in Florenz, setzte nach seinem Diplom das Studium an der Polimoda Fashion School in Florenz fort und beendete es an der Università degli Studi di Firenze. Während des Studiums gewann er einen Wettbewerb des Centro Sperimentale di Cinematografia in Rom.
Er wurde mehrfach mit dem David di Donatello ausgezeichnet, unter anderem für Pinocchio (2019), für den er mehr als 30 Kostüme entwarf, die auf historischen Kleidern aus dem 18. und 19. Jahrhundert basierten.  2018 erhielt er den Europäischen Filmpreis für das Beste Kostüm für seine Arbeit an Dogman. 2020 entwarf er für die Oper Tosca am Teatro San Carlo die Kostüme.
Für Pinocchio erhielt er außerdem eine Oscarnominierung für die Oscarverleihung 2021 in der Kategorie Bestes Kostümdesign. Ein Jahr betreute er das Historiendrama Chiara (2022).

## Filmografie (Auswahl)
- 2021: Cyrano
- 2023: Der Kommandant – Entscheidung im Atlantik (Comandante)
- 2023: Ferrari

## Preise und Auszeichnungen
Ciak d’oro
- 2016: Das Märchen der Märchen (Il racconto dei racconti – Tale of Tales)
- 2017: Indivisibili
- 2019: Pinocchio

David di Donatello
- 2016: Das Märchen der Märchen (Il racconto dei racconti – Tale of Tales)
- 2017: Indivisibili
- 2018: Riccardo va all'inferno
- 2019: Dogman (Nominierung)
- 2019: Pinocchio

Europäischer Filmpreis
- 2018: Dogman

Italian National Syndicate of Film Journalists: Nastro d’Argento
- 2015: Das Märchen der Märchen (Il racconto dei racconti – Tale of Tales)
- 2017: Indivisibili
- 2018: Dogman (Nominierung)
- 2020: Pinocchio und Bad Tales – Es war einmal ein Traum (Favolacce)

Oscar
- 2021: Pinocchio (Nominierung)
- 2022: Cyrano (Nominierung)

BAFTA
- 2022: Cyrano (Nominierung)

## Ausstellungen
- 2016 fand im Rahmen des Castellaneto Filmfest im Palazzo Baronale in Castellaneta die Ausstellung „Massimo Cantini Parrini, L'arte del costume in mostra“ statt.[6]

- 2021 wurden seine Kostüme für den Oscar-nominierten Film Pinocchio im Museo del Tessuto in Prato ausgestellt.[7]